# Siphonobrachia lauensis
Siphonobrachia lauensis är en ringmaskart som beskrevs av Southward 1991. Siphonobrachia lauensis ingår i släktet Siphonobrachia och familjen skäggmaskar. Inga underarter finns listade i Catalogue of Life.